# Форт Томпсон (Јужна Дакота)
Форт Томпсон (енгл. Fort Thompson) насељено је место без административног статуса у америчкој савезној држави Јужна Дакота.

## Демографија
По попису из 2010. године број становника је 1.282, што је 93 (-6,8%) становника мање него 2000. године.
| Група             | 2000.     | 2010.     |
| Белци             | 36 (2,6%) | 36 (2,8%) |
| Афроамериканци    | 1 (0,1%)  | 2 (0,2%)  |
| Азијати           | 0 (0,0%)  | 0 (0,0%)  |
| Хиспаноамериканци | 7 (0,5%)  | 23 (1,8%) |
| Укупно            | 1.375     | 1.282     |